# Bolands
Bolands is een plaats aan de zuidwestzijde van het eiland Antigua in Antigua en Barbuda. Bolands is vernoemd naar John Boland die in 1749 een plantage in het gebied had gesticht.
In de jaren 1880 werd door de methodisten een school gesticht in Bolands. Het was van oorsprong een landbouwgemeenschap, maar is langzamerhand veranderd in een toeristencentrum. Een aantal inwoners is nog actief in de landbouw, maar doet dit meer voor eigen gebruik of als aanvulling op het inkomen. 

## Jolly Harbour
Jolly Harbour is een gated community (afgesloten wijk) van Bolands. Het is een voormalig moerasgebied dat is ontwikkeld tot villawijk met de privéjachthaven Jolly Harbour Marina. In de haven vertrekt de veerboot naar het eiland Barbuda.

## Jolly Beach
Jolly Beach is een 1½ km lang witzandstrand dat vrij toegankelijk is. Het heeft veel bars en restaurants. Er zijn mogelijkheden tot duiken en snorkelen.

## Galerij

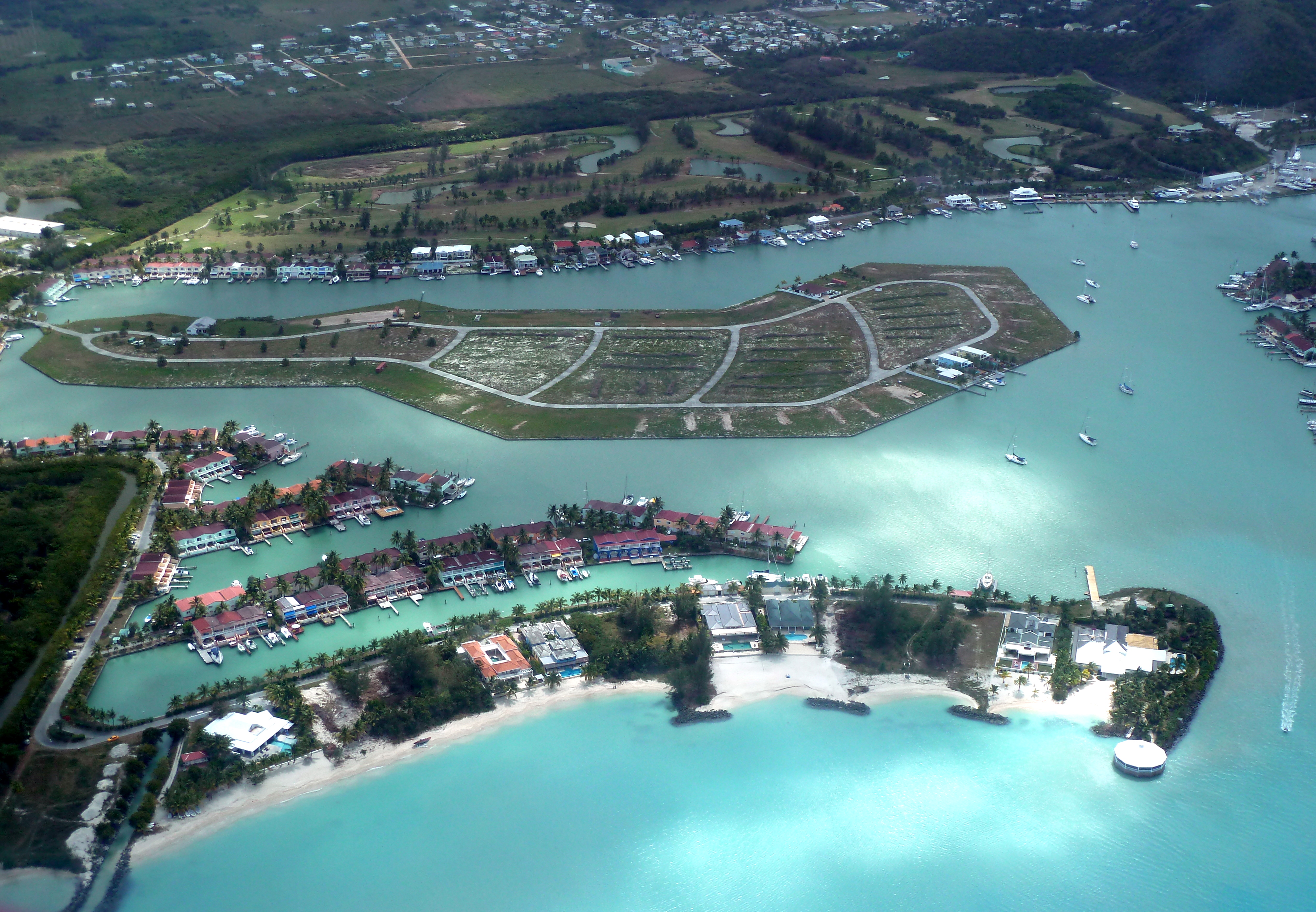
Villa's op Harbor Island
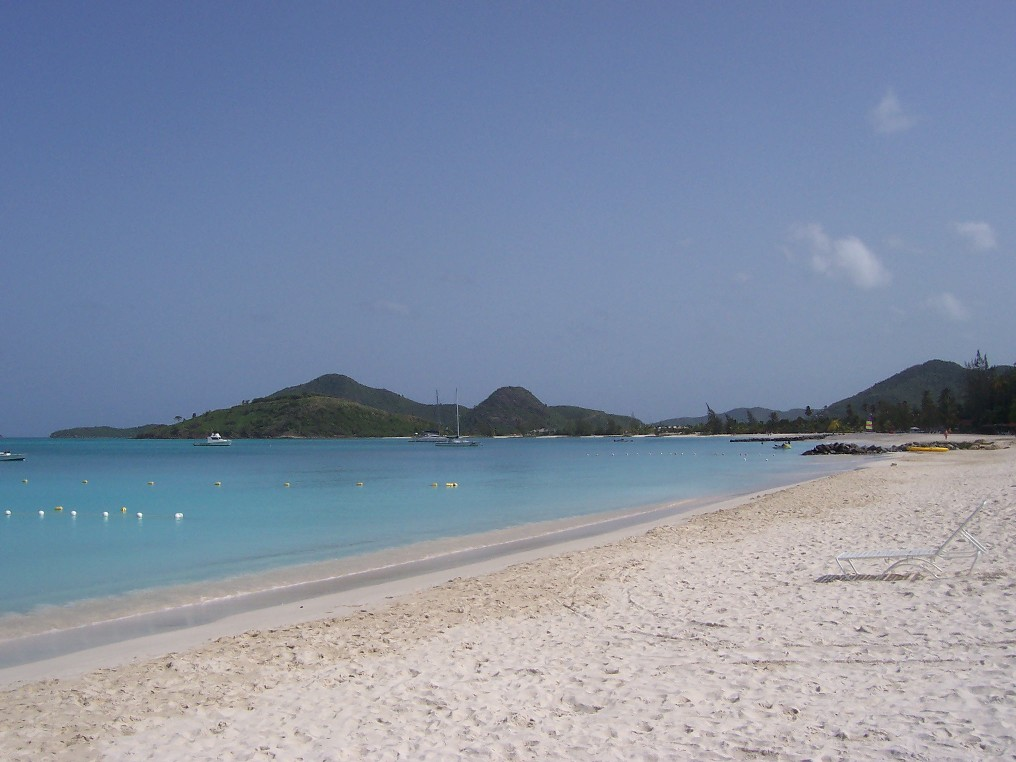
Jolly Beach
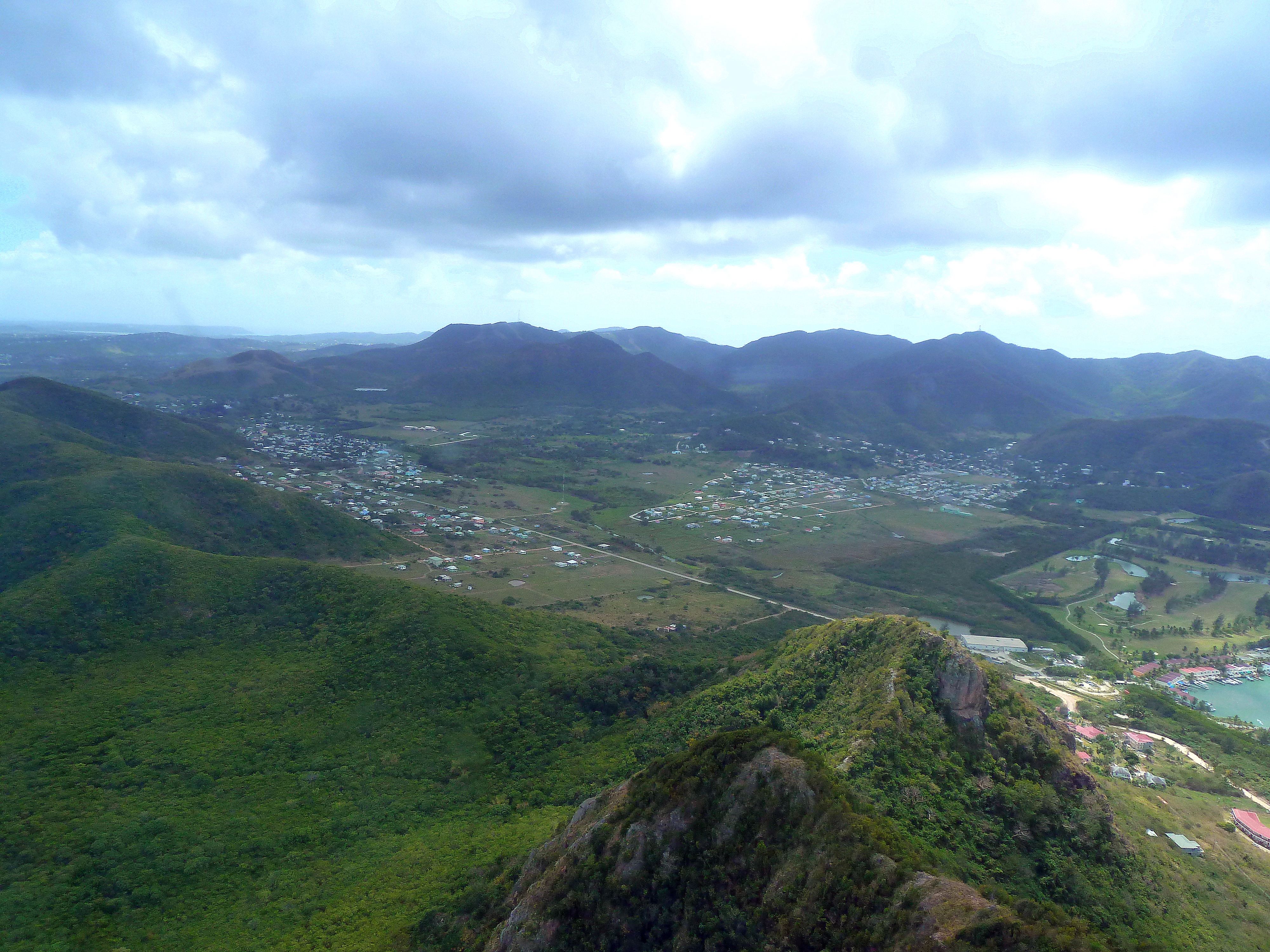
Zicht op Bolands (rechts)
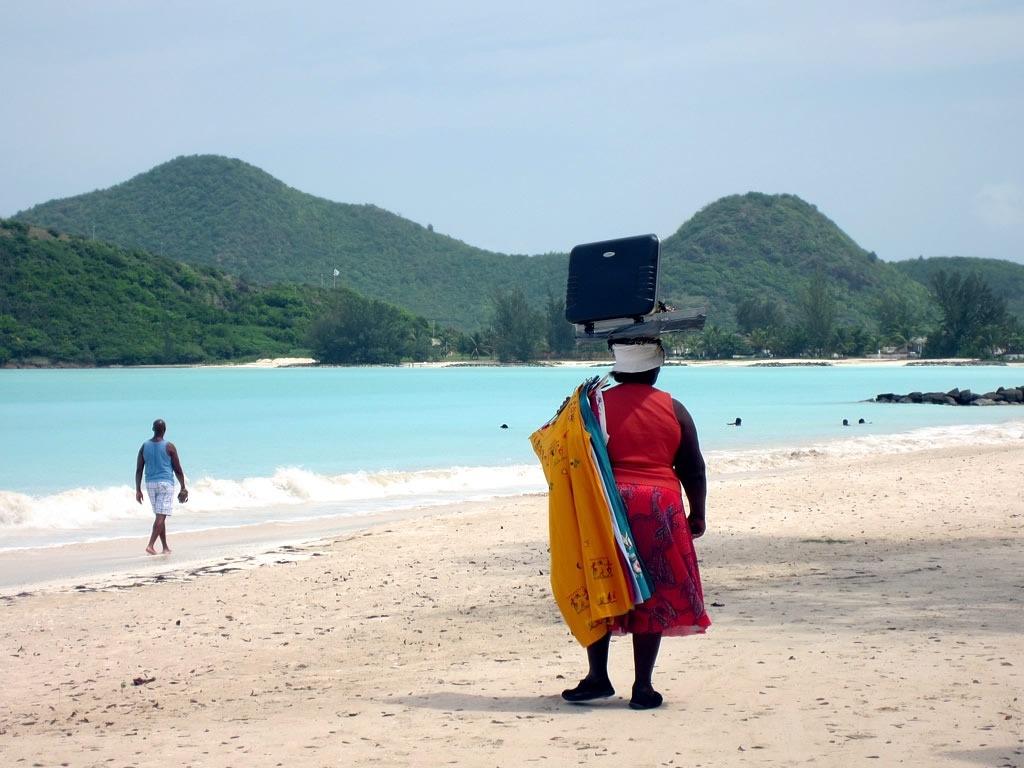
Verkoopster van souvenirs en handdoeken op Jolly Beach